# Biserica „Sfântul Nicolae” din Rădulenii Vechi
Biserica „Sf. Nicolae” este o biserică amplasată în Rădulenii Vechi, raionul Florești, Republica Moldova. Este un monument arhitectural de importanță națională inclus în Registrul monumentelor Republicii Moldova ocrotite de stat cu nr. 1437 (raionul Florești). Datează din 1909.